# Nordenskiöldbukta
Nordenskiöldbukta is een baai van het eiland Nordaustlandet, dat deel uitmaakt van de Noorse eilandengroep Spitsbergen.
De baai is vernoemd naar Arctisch ontdekkingsreiziger Adolf Erik Nordenskiöld.

## Geografie
De baai ligt aan de noordzijde van het eiland en komt in het noorden uit op de Noordelijke IJszee. Aan de zuidzijde komen het fjord Rijpfjorden, de baai Sabinebukta en de baai Lindhagenbukta op de baai uit.
Ten oosten van de baai ligt het Prins Oscarsland, ten zuidwesten het Gustav-V-land en ten westen het schiereiland Laponiahalvøya.
Op ongeveer zes kilometer naar het zuidwesten ligt het fjord Brennevinsfjorden en op ruim twee kilometer naar het oosten het fjord Duvefjorden.